# Đội tuyển Davis Cup Kenya
Đội tuyển Davis Cup Kenya đại diện Kenya ở giải đấu quần vợt Davis Cup và được quản lý bởi Hiệp hội quần vợt Kenya. Họ đã không thi đấu kể từ năm 2013.

## Lịch sử
Kenya tham gia kì Davis Cup đầu tiên vào năm 1975. Thành tích tốt nhất là vào đến bán kết khu vực Âu/Phi năm 1992, chỉ cách 1 trận để vào đến Play-off Nhóm thế giới.